# Črna mamba
Črna mamba (znanstveno ime Dendroaspis polylepis) je najdaljša afriška strupenjača in za kraljevo kobro druga najdaljša strupenjača na svetu. Črna mamba je svoje ime dobila po črni barvi ustne votline, njena kožna barva pa je siva do olivnozelena. Gre za najhitrejšo kačo na svetu, ki se lahko giblje s hitrostjo do 20 km/h. Vendar pa se s to hitrostjo ne giblje pri lovu plena, temveč pri izogibanju nevarnosti. Prebiva v suhih travnatih in grmičastih površinah, kot so savane, v vzhodni in južni Afriki.

## Telesne značilnosti
Črna mamba v dolžino zraste povprečno zraste 2,5 metra, sicer pa doseže tudi do 4,5 metrov. V povprečju tehtajo okoli 1,6 kg. Hrbtna stran kože je olivne, rjavkaste, sive ali kaki (rumeno rjave) barve. Svoje ime tako ni dobila po barvi kože, pač pa po črni barvi ustne votline.

## Življenjski prostor
Črna mamba v splošnem prebiva v vzhodnem in južnem delu Afrike, ki obsega sever Demokratične republike Kongo, jugozahod Južnega Sudana do Etiopije, Eritrejo, Somalijo, Kenijo, vzhod Ugande, Tanzanijo, južno do Mozambika, Esvatinija, Malavija, Zambije, Zimbabveja in Bocvane do KwaZulu-Natala v Južnoafriški republiki in Namibije, nato pa severovzhodno preko Angole do jugovzhodnega dela DR Kongo.
Leta 1954 je bil en primerek odkrit celo v zahodni Afriki, v regiji Dakar v Senegalu. V Srednjeafriški republiki, Čadu, Nigeriji in Maliju obstajajo majhna področja, kjer strupenjača prav tako prebiva, kar je nemalokrat vzrok za to, da zdravniki zamešajo ugriz črne mambe z drugo strupenjačo in posledično dajo neučinkovit protistrup.
Nad nadmorsko višino 1.000 m običajno ne prebiva, čeprav v Zambiji prebiva tudi do 1.800 m nadmorske višine. Tipični življenjski prostor so suhe, polpuščavske travnate in grmičaste oz. gozdnate površine (npr. savane), ki se raztezajo po osrednji, vzhodni in južni Afriki, vendar se je prilagodila tudi na goste gozdove, skalnate površine in celo močvirja.
Zaradi kmetijskega obdelovanja se je v nekaterih državah običajni habitat kače začel krčiti; primer tega je Esvatini, kjer se okoli 75 % prebivalstva ukvarja s samooskrbnim kmetijstvom, npr. z gojenjem sladkornega trsta. Kot prilagoditev na to je kača začela naseljevati polja sladkornega trsta, zaradi česar je nevarnost ugriza veliko večja, saj se polja obdeluje ročno in ne s pomočjo mehanizacije.

## Vedenjska ekologija
Je najhitrejša kača na svetu, saj se lahko giblje s hitrostjo do 20 km/h, pri čemer tretjino svojega telesa dvigne nad tlemi. Svojo hitrost sicer ne izrablja za lovljenje, pač pa za pobeg pred nevarnostjo: črna mamba se namreč izogiba stikom z drugimi bitji (z izjemo plena). V primeru, da je pobeg nemogoč, začne oponašati kobro tako, da razširi vrat, široko odpre usta in sika. Če še to zastraševanje propade, poskuša napadalca večkrat zaporedoma ugrizniti.
Je dnevna oz. diurnalna žival. Kljub svojemu rodovnemu imenu Dendroaspis, ki dobesedno pomeni »drevesna strupenjača«, črna mamba le redko pleza na drevesa oz. ni arborealna kača in se torej povečini zadržuje na tleh. V divjini doživi okoli 11 let.

### Lovljenje in prehrana
Pri lovljenju kača postavi zasedo in počaka, da se plen približa. Če plen po prvem ugrizu skuša zbežati, ga kača še večkrat ugrizne. Večji plen po ugrizih spusti, manjši plen, kot so ptiči in podgane, pa zadržuje na tleh, dokler ne postane ohromljen zaradi strupnine. Med ostalim se prehranjujejo tudi z manjšimi piščanci, netopirji in galagi (Galagidae).

### Plenilci
Glavni plenilci (predatorji) črne mambe so mungi. To jim omogoča njihova odpornost na toksine zaradi mutacije v nikotinskem receptorju, ki preprečuje vezavo nevrotoksina na receptor in s tem strupenost. Običajno se sicer raje prehranjuje z mladiči in jajci, saj so lažji plen. Kače vrste Mehelya capensis so prav tako plenilci mladičev.

## Strupenost
Strupnino črne mambe sestavljajo v glavnem nevrotoksini, imenovani dendrotoksini, katerih srednji smrtonosni odmerek (LD50) znaša od 0,25 – 0,32 mg/kg. Količina vbrizgane strupnine znaša okoli 100–120 mg, največ do 400 mg. Dendrotoksini preko delovanja na natrijeve (Na+) ionske kanalčke inhibirajo krčenje mišic.
Pred uporabo antivenina (protistrup za živalske strupnine) je stopnja smrtnosti dosegala tudi 100 %. Človek lahko zaradi ugriza umre že v 20 minutah, v povprečju od 30-60 min, včasih pa šele v treh urah. Usodnost ugriza je odvisna od mnogih dejavnikov, kot so zdravstveno stanje, velikost, starost in fiziološko stanje žrtve ter globina ugriza, količina vnesene strupnine, mesto ugriza in bližina večje žile.
Črna mamba je znana kot ena od najnevarnejših kač v Afriki zaradi različnih dejavnikov, med ostalim zaradi hitrega nastopa smrti, velikosti kače in agresivnosti napadov. Kljub temu so napadi na človeka bolj redki, saj se kača izogiba stika s človekom, v primerjavi z nekaterimi drugimi strupenjačami pa ni pogosta v gosto naseljenih območjih.

### Klinični simptomi in znaki, zdravljenje
Značilni simptomi in znaki ugriza so hiter pojav zmedenosti, kašljanja ali oteženega dihanja in motenj srčnega utripa (aritmije). Smrt lahko nastopi zaradi srčne odpovedi ali zadušitve, saj nevrotoksini povzročijo ohromitev (paralizo) mišic, med katere torej spadajo tudi dihalne mišice.
Trenutno je za zdravljenje na voljo polivalentni antivenin, ki ga proizvaja Južnoafriški inštitut za medicinska raziskovanja (South African Institute for Medical Research, SAIMR).